# Honda CBR 919RR Fireblade
Honda CBR 919RR Fireblade - japoński motocykl sportowy marki Honda, produkowany w latach 1996-2000. 
Wyposażony jest w rzędowy silnik o pojemności 919 cm³, co miało na celu poprawienie momentu obrotowego w niższym zakresie obrotów. Zastosowano 16-calowe koło przednie, które poprawiało właściwości jezdne i stabilność motocykla.

## Dane techniczne
- Przyśpieszenie 0-100 - 3,2sek.
- Prędkość max - 275km/h
- Max moment obrotowy - 80Nm/7000obr.
- Moc - 130 KM